# Bathycharax
Bathycharax is een geslacht van wandelende takken uit de familie Bacillidae. De wetenschappelijke naam van dit geslacht is voor het eerst voorgesteld door William Forsell Kirby in een publicatie uit 1896. De soorten van dit geslacht komen in Congo-Brazzaville voor.

## Soorten
Het geslacht Bathycharax omvat de volgende soorten:
- Bathycharax auriculatus Redtenbacher, 1906
- Bathycharax granulatus Kirby, 1896